# Daniel Hoelgaard
Daniel Hoelgaard (Stavanger, 1 de juliol de 1993) és un ciclista noruec, professional des del 2013 i actualment a l'equip FDJ.
El seu germà Markus també competeix professionalment.

## Palmarès
- 2010
  -  Campió de Noruega júnior en ruta
- 2012
  - 1r al Kernen Omloop Echt-Susteren
  - Vencedor d'una etapa al Rothaus Regio-Tour
- 2014
  - Vencedor d'una etapa al Tour de Bretanya
  - Vencedor d'una etapa a la Ronda de l'Oise
  - Vencedor de 2 etapes a l'Okolo jižních Čech
- 2015
  - Vencedor d'una etapa al Tour de Normandia
  - Vencedor d'una etapa al Tour de Bretanya

### Resultats a la Volta a Espanya
- 2017. 125è de la classificació general